# Burning Action Superheroine Chronicles 48
Burning Action Superheroine Chronicles 48 (バーニングアクション　スーパーヒロイン列伝 48) es una película japonesa, del 11 de marzo de 2011, producida por Zen Pictures. Es una película del género tokusatsu, de acción y aventuras, con artes marciales, dirigido por Kanzo Matsuura, y protagonizada por Manami Tsutsuura.
El idioma es en japonés, pero también está disponible con subtítulos en inglés, en DVD o descargable por internet.

## Argumento
Animal Planet son un grupo de animales malvados que intentan conquistar el mundo, tras tener éxito con la elaboración de una poderosa arma bacteriológica que es efectiva solo con humanos.
Yui Shiina, una investigadora secreta, logra conseguir información oculta acerca de esta arma, y se la transmite a su investigador superior Satomi Yagami para que intente detener el acto terrorista, pero un francotirador de Animal Planet asesina a Yagami, y el arma bacteriológica es activada para explotar en 48 horas. Yui tendrá que hacer frente a este ataque terrorista y vengar la muerte de Yagami.
- Datos: Q5735803